# Fosfonato deshidrogenasa
En enzimología, la fosfonato deshidrogenasa (EC 1.20.1.1) es una enzima que cataliza la siguiente reacción química
fosfonato + NAD+ + H2O {\displaystyle \rightleftharpoons } fosfato + NADH + H+
Los tres sustratos de esta enzima son el fosfonato, el NAD+, y H2O, mientras que sus tres productos, son el fosfato, NADH, e hidrógeno iónico H+.

## Clasificación
Esta enzima pertenece a la familia de las oxidorreductasas, específicamente a aquellas que actúan con fósforo o arsénico como donante, y NAD o NADP como aceptor.

## Nomenclatura
El nombre sistemático de esta clase de enzimas es fosfonato:NAD oxidorreductasa. Otros nombres de uso común incluyen son NAD:fosfito oxidorreductasa y fosfito deshidrogenasa.

## Estructura y función
Esta enzima se encuentra codificada por el gen ptxD de Pseudomonas stutzeri, la enzima produce NADH y fosfato en proporciones estequiométricas, sin que se observe una reacción inversa. La enzima PTXD posee una alta afinidad por sus sustratos con un valor de Km de 53,1 ± 6,7 μmol y 54,6 ± 6,7 μmol, para el fosfito y NAD respectivamente. Vmax y kcat 12,2 ± 0.3 μmol·min-1·mg-1 y 440 min-1 respectivamente. El NADP puede sustituir al NAD con pobre afinidad.